# Palacio Municipal de Quito
El Palacio Municipal de Quito es la sede del Municipio del Distrito Metropolitano de Quito. Está ubicado en el lado oriental de la Plaza de la Independencia, en el Centro Histórico de la ciudad, y sus características arquitectónicas modernistas intentan vincularse con las construcciones historicistas que le rodean.
Debido a la vetustez del edificio y la falta de espacio, el antiguo Palacio Municipal del siglo XIX y varias casas aledañas fueron demolidas en el año 1962, durante la administración de Julio Moreno, luego de lo cual el terreno de casi una manzana permaneció desocupado por varios años. El diseño arquitectónico del edificio estuvo a cargo de los arquitectos Diego Banderas Vela y Juan Espinosa Páez, con los ingenieros Jaime Brio Vaca y José Chacón Toral a cargo del cálculo estructural del mismo. La construcción del nuevo edificio inició por orden del alcalde Jaime del Castillo en 1970, apoyado por el empresario Carlos Mantilla Jácome, fundador de Diario El Comercio, en el que se convocó a un concurso público de diseños. El edificio fue terminado durante la alcaldía de Sixto Durán-Ballén, en el año 1973.
Las dependencias que el Palacio Municipal de Quito alberga son, el Despacho del Alcalde Metropolitano, los despachos de los 21 Concejales, la Administración General, la Procuraduría Metropolitana, la Secretaría General del Concejo y la Secretaría de Comunicación.
Entre el 16 y 18 de noviembre de 2016 el palacio fue sede del funeral de Estado de Sixto Durán-Ballén, expresidente de la República y alcalde de Quito, levantándose una capilla ardiente en el Salón de la Ciudad de acuerdo al expreso pedido del difunto.